# Marian Aas Hansen
Marian Aas Hansen (Ski, 12 giugno 1975) è una cantante norvegese.

## Biografia
Marian Aas Hansen ha pubblicato il suo album di debutto, One Small Step for Me, nell'autunno del 2005. Nel 2007 è stata protagonista dello spettacolo di cabaret Showgirls insieme a Guri Schanke, Elisabeth Andreassen e Hilde Lyrån al Chat Noir di Oslo. Alla fine dello stesso anno il suo album natalizio It's Beginning to Look a Lot Like Christmas ha sancito il suo primo ingresso nella classifica norvegese al 31º posto.

## Discografia

### Album in studio
- 2005 – One Small Step for Me
- 2007 – It's Beginning to Look a Lot Like Christmas
- 2010 – A Million Miles Away
- 2016 – Made in America (con Zelimir)

### Singoli
- 1998 – On the Wings of Love (con Øystein Wiik)
- 1999 – En helt ny verden
- 2005 – The Little Girl in the Picture
- 2016 – Devil in Red (con Zelimir)
- 2017 – Let's Twist Again (con Zelimir)
- 2017 – Run Run Rudolph (con Zelimir)